# Buctzotz
Buctzotz là một đô thị thuộc bang Yucatán, México. Năm 2005, dân số của đô thị này là 8379 người.